# Дагерд, Деннис
Деннис Да́герд (англ. Dennis M. Daugaard; род. 11 июня 1953, Гарретсон, Южная Дакота) — американский политик, представляющий Республиканскую партию. 32-й губернатор штата Южная Дакота (2011—2019).

## Биография

### Ранние годы, образование и карьера
Деннис Дагерд вырос на семейной ферме около Гарретсона, штат Южная Дакота. Его родители и оба брата были глухими, поэтому основным способом общения в доме был язык жестов. У Дагерда есть датские, норвежские и шведские корни. Он сначала учился в деревенской школе, а затем в средней школе города Делл Рэпидс, которую окончил в 1971 году.
В 1975 году Дагерд получил степень бакалавра в Университете Южной Дакоты, а в 1978 году — степень доктора юридических наук в престижной юридической школе Северо-Западного университета. Чтобы оплатить учёбу в юридической школе, Даугард работал водителем автобуса и охранником.
С 1978 по 1981 год Дагеард работал адвокатом в Чикаго, после чего вернулся в Южную Дакоту, где с 1981 по 1990 год работал исполнительным директором банка в Су-Фолсе. В 1990—2002 годах он был директором по развитию Общества детских домов Южной Дакоты, а в 2002—2009 годах — исполнительным директором Общества.

### Политическая карьера
В 1996 году Дагерд был избран сенатором законодательного собрания штата. В 2003 году Дагерд стал 37-м вице-губернатором Южной Дакоты, и пребывал на этом посту до 2011 года. На посту вице-губернатора он был членом различных комиссий и занимал должность председателя сената.
В 2010 году Дагерд объявил, что намерен баллотироваться на пост губернатора штата. На всеобщих выборах, состоявшихся в ноябре 2010 года, он победил демократа Скотта Хайдеприма, набрав 61,5 % голосов против 38,5 % у соперника.
В 2014 году повторно избирался на пост губернатора. Обошёл демократа Сюзанну Визмер, набрав 70,47 % голосов против её 25,43 %.

### Личная жизнь
Дагерд женат на Линде Дагерд, у них трое детей: Лаура, Сара и Кристофер.